# Индустријска зона Борго Сан Донато (Латина)
Индустријска зона Борго Сан Донато је насеље у Италији у округу Латина, региону Лацио.
Према процени из 2011. у насељу је живело 109 становника. Насеље се налази на надморској висини од 19 м.